# Manitoba vapiti
A Manitoba vapiti (Cervus canadensis manitobensis) az emlősök (Mammalia) osztályának párosujjú patások (Artiodactyla) rendjébe, ezen belül a szarvasfélék (Cervidae) családjába tartozó vapiti (Cervus canadensis) egyik észak-amerikai alfaja.

## Előfordulása
A Manitoba vapiti az Amerikai Egyesült Államok-i Dél-Dakotában és a kanadai Manitoba és Saskatchewan tartományokban él. 1900-ig szinte kihalt ez az alfaj. Manapság állománya kisebb, mint a többi vapitié, de stabil, nagyjából 10 000 egyedből állhat.

## Megjelenése
Összehasonlítva a sziklás-hegységi vapitival, a Manitoba vapiti nagyobb testű, de agancsa kisebb a rokonénál.